# 아침마당 (KBS대구방송총국)
《아침마당 대구》는 KBS대구 1TV에서 매주 금요일 아침 8시 25분에 방송 중인 교양 프로그램이다.

## 기획 의도
대구광역시, 경상북도 지역의 우리 이웃들의 다양한 삶의 이야기를 진솔하게 전하고자 하는 프로그램이다.

## 방송 시간
| 방송 채널   | 방송 기간                          | 방송 시간                                |
| ----------- | ---------------------------------- | ---------------------------------------- |
| KBS대구 1TV | 1997년 10월 25일 ~ 2009년 4월 25일 | 매주 토요일 아침 8:30 ~ 9:30 (1시간)     |
| KBS대구 1TV | 2009년 5월 1일 ~ 현재              | 매주 금요일 아침 8:25 ~ 9:30 (1시간 5분) |

## MC
| 대수 | 진행자 | 진행자 | 진행 기간                          | 비고  |
| 대수 | 남성   | 여성   | 진행 기간                          | 비고  |
| ---- | ------ | ------ | ---------------------------------- | ----- |
| 1대  | 진유현 | 정세진 | 2017년 1월 6일 ~ 2017년 6월 30일   | [ 1 ] |
| 2대  | 진유현 | 백명지 | 2017년 7월 7일 ~ 2018년 6월 29일   | [ 2 ] |
| 3대  | 진유현 | 박은정 | 2018년 7월 6일 ~ 2022년 5월 20일   |       |
| 4대  | 박노원 | 손지민 | 2022년 5월 27일 ~ 2024년 10월 25일 |       |
| 5대  | 박노원 | 김서현 | 2024년 11월 1일 ~ 2024년 12월 27일 |       |
| 6대  | 빈칸   | 김서현 | 2025년 1월 10일                    |       |
| 7대  | 심인보 | 김서현 | 2025년 1월 17일 ~ 현재             |       |

## 패널
| 대수 | 진행자 | 진행자 | 진행 기간       | 비고 |
| 대수 | 남성   | 여성   | 진행 기간       | 비고 |
| ---- | ------ | ------ | --------------- | ---- |
| 1대  | 장윤정 | 김쌤   | 일자미상 ~ 현재 |      |